# Deutschland Tour

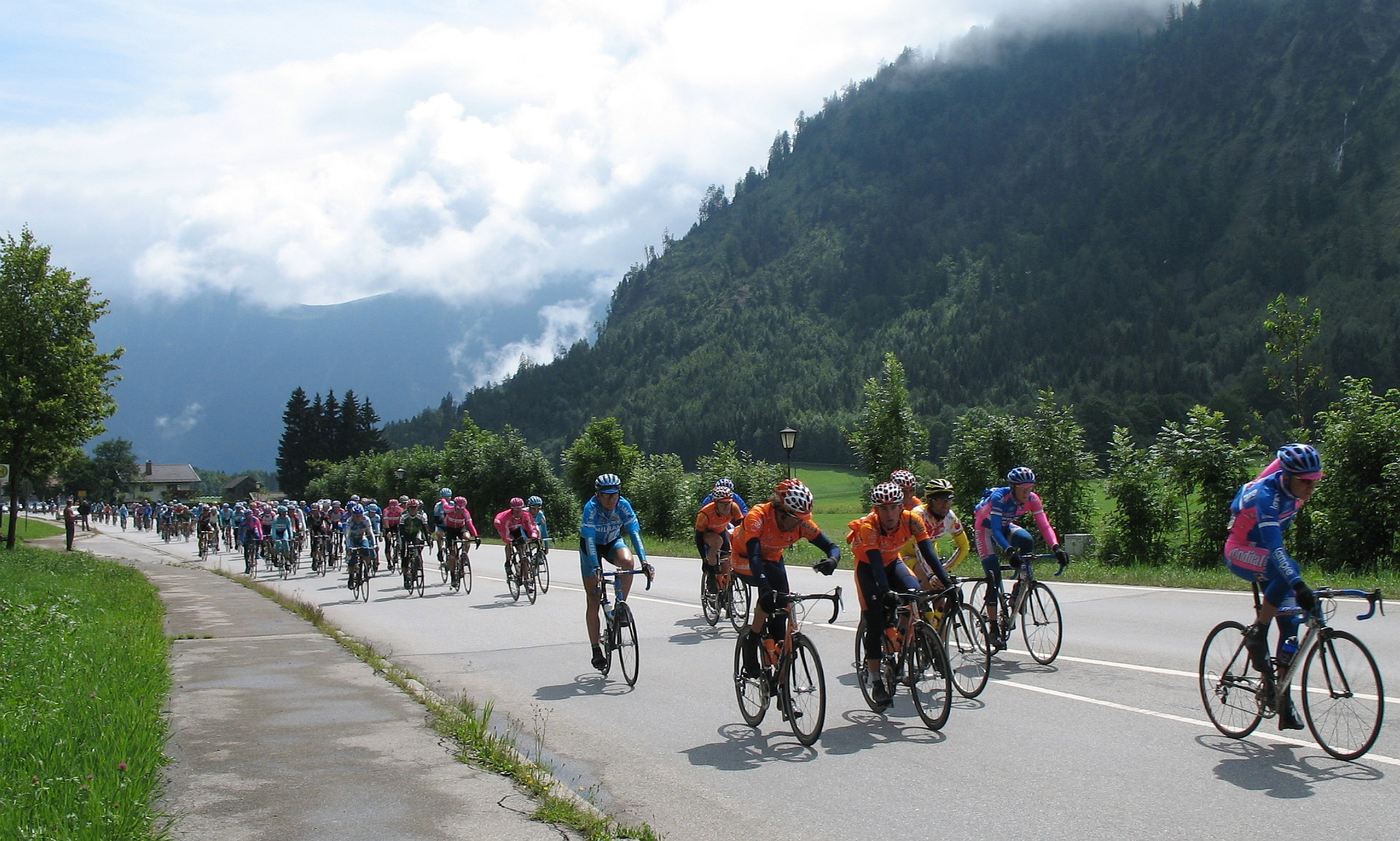
Deutschland-Tour 2006 – Fahrerfeld bei Ettal, 6. Etappe

Die Deutschland Tour (Eigenschreibweise) ist das wichtigste deutsche Etappenrennen im Straßenradsport. Sie wurde unter verschiedenen Namen (meist Deutschlandrundfahrt o. ä.) seit 1911 unregelmäßig ausgetragen. Vor der Wiedereinführung 2018 fanden die letzten Austragungen zwischen 1999 und 2008 statt.

## Geschichte

### Anfänge (1911–1939)

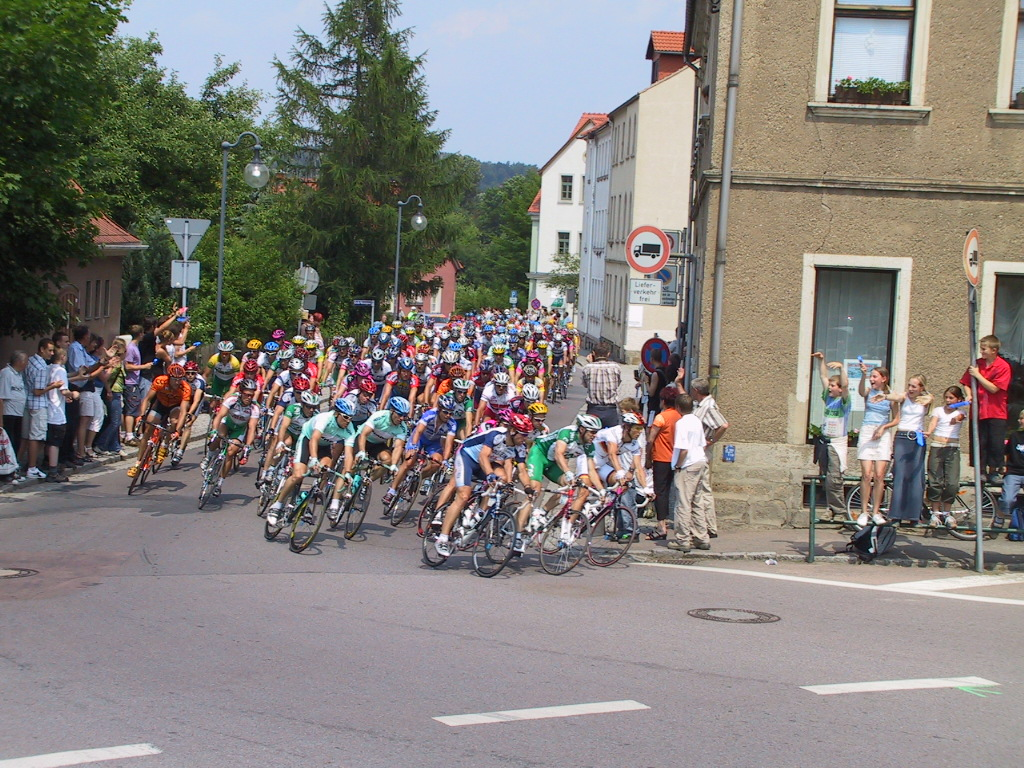
Fahrerfeld der Deutschland-Tour 2003 in Dippoldiswalde

Die erste Austragung einer Radrundfahrt durch Deutschland startete 1911 unter dem Namen Quer durch Deutschland. Auch bedingt durch den Ersten Weltkrieg ließ die nächste Ausgabe elf Jahre auf sich warten. 1922 fand unter großer Mithilfe der deutschen Fahrradindustrie die zweite Ausgabe statt. Die dritte Rundfahrt durch Deutschland ließ weitere fünf Jahre auf sich warten. Mit dem Automobil- und Fahrradhersteller Opel wurde ein namhafter Sponsor für den Großen Opelpreis von Deutschland gefunden. Herrmann Schwartz, der damalige Werbechef des Unternehmens, kümmerte sich von da an um die Organisation der Rundfahrt bis zu seinem Ableben im Jahr 1953. Die dritte Edition unterschied sich bis heute aber grundlegend von den anderen Ausgaben. Im Gegensatz zu den vorhergegangenen Etappenrennen, die zusammenhängend innerhalb weniger Wochen bzw. Tage beendet waren, fanden nun mehrere Rennen über das ganze Jahr verteilt statt. Nachdem wieder drei Jahre verstrichen waren, begann 1930 die vierte Ausgabe und im darauffolgenden Jahr die fünfte. Jedoch hatte man von dem Austragungsmodell von 1927 wieder Abstand genommen. 1931 wirkte die Rundfahrt, nicht nur wegen ihres Namens Internationale Opel-Deutschland-Rundfahrt internationaler. Mit dem zweimaligen Tour-de-France-Sieger Nicolas Frantz nahm ein Star der damaligen Zeit an der Tour teil. Für die nächsten sechs Jahre blieb es aber die letzte Radrundfahrt durch Deutschland.
1937 startete ein neuer Versuch eine Rundfahrt im Stile der großen Vorbilder Tour de France und Giro d’Italia zu organisieren. Nach der sechsjährigen Pause war das Interesse der Industrie und des Publikums groß. So verfolgten die Schlussetappe, die im Berliner Olympiastadion endete, alleine dort über 80.000 Zuschauer. Auch in den beiden folgenden Jahren fand die Rundfahrt unter großem Interesse statt. Vor allem die Großdeutschlandfahrt 1939 war eine Rundfahrt der Superlative. Da die Nationalsozialisten die Größe des Reiches demonstrieren wollten, war sie mit 5.049,6 km länger als die Tour de France und der Giro d’Italia und führte sowohl durch das heutige polnische Staatsgebiet als auch das damals angegliederte Österreich. Zudem führte man erstmals eine Bergwertung ein und die Mannschaftswertung fand auch wieder Beachtung in den Siegerlisten. Bedingt durch den Zweiten Weltkrieg war die Austragung des Jahres 1939 die vorerst letzte.

### Nachkriegszeit (1947–1962)
Unter erschwerten Bedingungen wurde die Rundfahrt 1947 wieder aufgenommen. In Form von Kriterien fanden sechs Rennen in der britisch besetzten Zone statt. In den beiden folgenden Jahren fanden ähnliche Austragungen statt, wobei das Rennen unter dem Namen Grünes Band der IRA  wieder durch das damalige gesamte Staatsgebiet führte. Einen weiteren Aufschwung gab es 1950. Da die UCI den westlichen Teil Deutschlands als vollständiges Mitglied akzeptiert und aufgenommen hatte, war es deutschen Rennfahrern wieder gestattet, an internationalen Rennen teilzunehmen. Zudem durften bei Rennen in Deutschland auch wieder internationale Fahrer starten. So blieb die Rundfahrt bis 1952 fester Bestandteil des Radsportkalenders. Durch das sinkende Interesse der Sponsoren fand die Rundfahrt 1953 nicht statt, obwohl es bereits Pläne dafür gab. Für die Sponsoren stand jedoch der finanzielle Aufwand in keinem vernünftigen Verhältnis zum Werbeeffekt. Nachdem 1955 ein weiterer Anlauf gestartet worden war, gab es die nächste Tour durch Deutschland erst 1960. Inspiriert durch die Erfolge deutscher Radsportler wie Hennes Junkermann, Rudi Altig und Rolf Wolfshohl fanden von 1960 bis 1962 weitere Deutschland-Rundfahrten statt.

### Deutschland-Rundfahrt (1979–1982)
Die Erfolge von Dietrich Thurau bei der Tour de France 1977 weckten in Deutschland wieder das Interesse am Radsport, und so organisierte man für das Jahr 1979 eine Rundfahrt, die Thurau gewann. Auch in den folgenden drei Jahren fand die Rundfahrt statt. Nach Thurau gewannen 1980 Gregor Braun, 1981 Silvano Contini und 1982 Theo de Rooij. U.a. das abnehmende Interesse der Fernsehanstalten und ein Defizit von 300.000 DM im Jahr 1982 führten zur Einstellung der Veranstaltung.

### Deutschland Tour (1999–2008)
Infolge des Ende der 1990er-Jahre von Jan Ullrich und Erik Zabel ausgelösten Radsport-Booms wurde die Rundfahrt mit der Deutschland Tour 1999 wieder in den internationalen Radsportkalender aufgenommen und fand seitdem zunächst jährlich zwischen Ende Mai und Anfang Juni statt. Die Erstaustragung gewann 1999 Jens Heppner. Mit der Einführung der UCI ProTour im Jahr 2005 wurde die Rundfahrt Teil dieser Serie der wichtigsten Straßenradrennen und wurde von nun an jeweils im August ausgetragen. In den ProTour-Zeiten gewann 2005 Levi Leipheimer, 2006 und 2007 Jens Voigt sowie schließlich 2008 Linus Gerdemann.
Die Deutschland Tour wurde nach der Austragung 2008 eingestellt. Als Grund wurde genannt, dass die Verantwortlichen der ARD bekanntgaben, dass die Tour de France 2009 nicht live im Ersten übertragen wird. Auch das ZDF konnte zum damaligen Zeitpunkt nicht versichern, dass es die Deutschland-Tour übertragen wird. Die dadurch entfallenden Einnahmen durch die Rundfunkübertragungsrechte waren letztendlich auch der Grund für die Absage der Deutschland-Tour 2009.

### Wiedereinführung (seit 2018)
Nach einer vom Bund Deutscher Radfahrer und dem Tour-de-France-Organisator Amaury Sport Organisation im Jahr 2016 geschlossenen Vereinbarung kam es im Jahr 2018 zu einer erneuten Austragung der Deutschland Tour. Im Juli 2016 wurde bekannt gegeben, dass die Rundfahrt zunächst über vier Etappen ausgetragen werde und im Laufe der weiteren Austragungen – zunächst geplant bis in das Jahr 2028 – eine Ausweitung auf eine Woche erfolgen solle.  Die Deutschland Tour 2018 wurde als Rennen der UCI-Kategorie 2.1 ausgetragen.

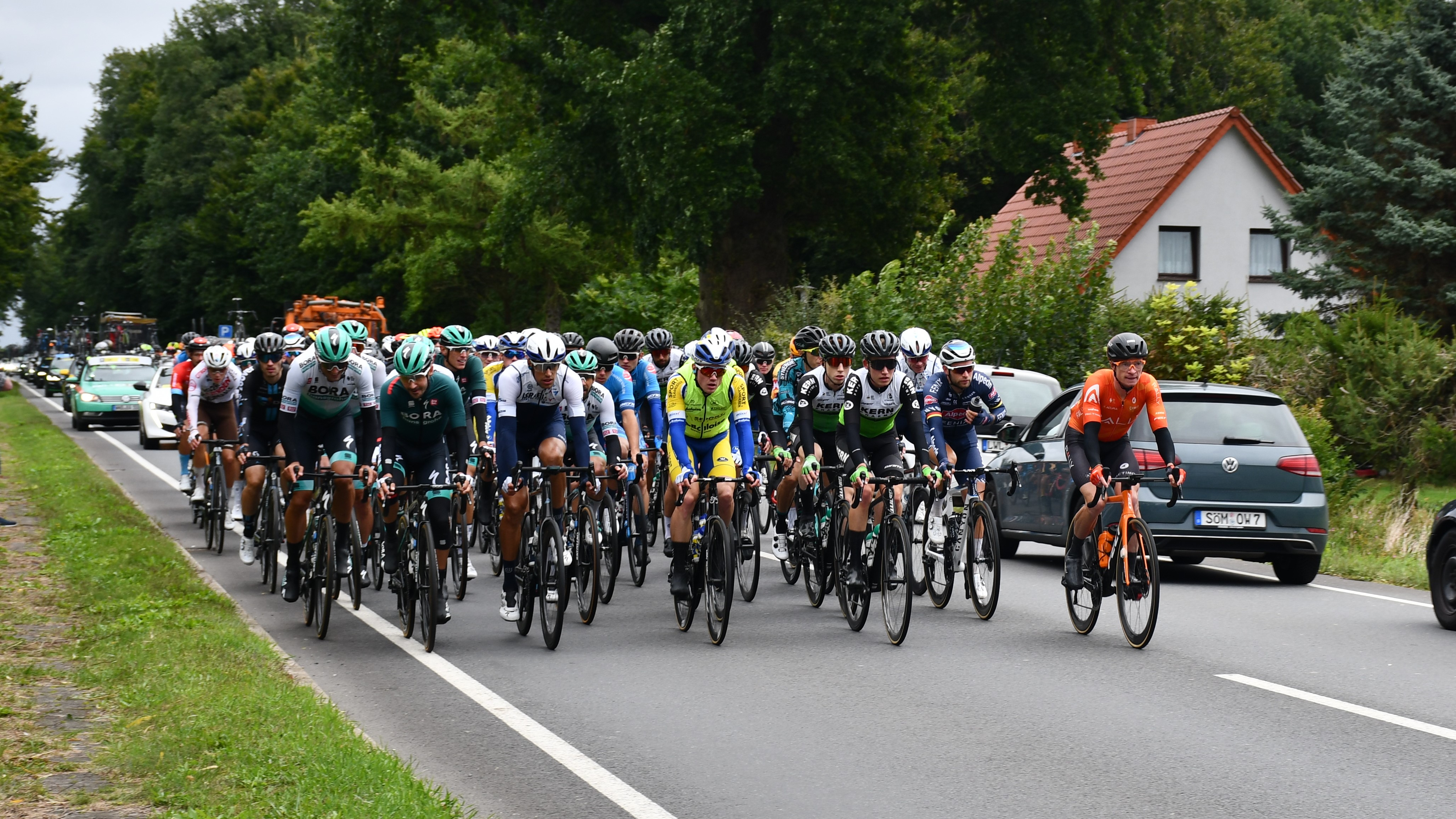
Die Deutschland Tour 2021, Etappe 1

Mit der Neuauflage der Deutschland Tour entwickelte der Veranstalter ein viertägiges Radsport-Festival, das neben Profi-Radsport auch Nachwuchsrennen, Jedermannrennen und ein umfassendes Rahmenprogramm beinhaltet.
Die Deutschland Tour 2019 wurde in die hors categorie höhergestuft. Die Deutschland Tour 2020 wurde in die neu eingeführte UCI ProSeries aufgenommen. Aufgrund der COVID-19-Pandemie musste die Rundfahrt abgesagt werden. Seit der Deutschland Tour 2022 beträgt die Dauer der Rundfahrt fünf Tage. Nach einem Prolog am ersten Tag finden vier Etappen statt.

## Namen der Rundfahrt
Die Tabelle zeigt die verschiedenen Namen der Rundfahrt im Verlauf von 1911 bis heute. In nicht aufgeführten Jahren ist die Rundfahrt nicht ausgetragen worden.
| Jahr      | Name                                           |
| --------- | ---------------------------------------------- |
| 1911      | Quer durch Deutschland                         |
| 1922      | Großer Preis von Deutschland                   |
| 1927      | Großer Opelpreis von Deutschland               |
| 1930      | Deutschlandrundfahrt                           |
| 1931      | Internationale Opel-Deutschland-Rundfahrt      |
| 1937–1938 | Internationale Deutschland-Rundfahrt           |
| 1939      | Großdeutschlandfahrt                           |
| 1947      | Grünes Band vom Rhein                          |
| 1948–1949 | Grünes Band der IRA                            |
| 1950–1955 | Deutschland-Rundfahrt                          |
| 1960–1962 | Internationale Afri-Cola-Deutschland-Rundfahrt |
| 1979      | Internationale Vitamalz-Rundfahrt              |
| 1980–1982 | Deutschland-Rundfahrt                          |
| 1999–2008 | Deutschland Tour                               |
| 2018–2023 | Deutschland Tour                               |
| 2024–     | Lidl Deutschland Tour                          |

## Sieger

### Gesamtwertung
Bei den bisher insgesamt 38 Ausgaben gab es 37 verschiedene Gesamtsieger. Einzig der damals für das dänische Radsportteam CSC fahrende deutsche Profi Jens Voigt konnte die Tour zweimal gewinnen, nämlich in den Jahren 2006 und 2007. Unter den 37 Siegern waren 20 deutsche Fahrer. 17 mal nahmen ausländische Fahrer den Sieg mit in ihr Heimatland. Hier führen die Belgier mit vier Siegen vor den Niederländern mit drei Siegen, gefolgt von den Italienern und Spaniern mit jeweils zwei Siegen. Zudem konnten sich jeweils ein US-Amerikaner, Kasache, Slowene, Brite, Däne und Australier den Gesamtsieg sichern. Der Führende der Gesamtwertung trägt das blaue Trikot.

### Bergwertung
Die Bergwertung wurde bisher 23 mal vergeben. Kein Fahrer konnte die Wertung zweimal gewinnen. Siebenmal siegten deutsche Fahrer, viermal Belgier, je zweimal Italiener, Norweger, US-Amerikaner, Niederländer und Schweizer. Mit einem Sieg folgen je ein Österreicher, Spanier, Schwede und Australier. Der Führende der Bergwertung trägt das schwarze Trikot mit bunten Punkten.

### Punktewertung
Die Punktewertung wurde bisher 17 mal vergeben. Unangefochtener Spitzenreiter ist der Deutsche Erik Zabel, der zwischen 1999 und 2007 die Wertung insgesamt siebenmal gewinnen konnte. Er ist auch der Einzige, der die Wertung mehrmals gewinnen konnte. Deutsche Fahrer siegten zwölfmal. Zudem waren drei Italiener, zwei Belgier und je ein Slowene, ein Spanier und ein Schwede erfolgreich. Der Führende der Punktewertung trägt das grüne Trikot.

### Nachwuchswertung
Die Wertung, die erst seit 2006 ausgetragen wurde, gewann im Premierenjahr der Russe Wladimir Gussew. Insgesamt gab es 8 Sieger aus 8 verschiedenen Ländern. Hierbei ist Georg Zimmermann der einzige Zweifach-Sieger. Der Führende der Nachwuchswertung trägt das weiße Trikot.

### Fahrer des Tages
Bei der Austragung 2024 wurde die Wertung des 'Fahrer des Tages' eingeführt. Der Sieger bekommt das Community Trikot. Das Trikot wird im Anschluss an jede Etappe von den Fans und Followern der Lidl Deutschland Tour per Voting auf Instagram in einer vom Veranstalter festgelegten Kategorie vergeben.

### Etappensieger
Mit insgesamt 13 Etappensiegen hat Erik Zabel die meisten Etappensiege bei der Deutschland-Tour errungen.
In folgender Tabelle sind die Fahrer mit den meisten Etappensiegen dargestellt.
| Nr. | Name            | Land        | Etappensiege |
| --- | --------------- | ----------- | ------------ |
| 1.  | Erik Zabel      | Deutschland | 13           |
| 2.  | Heinz Müller    | Deutschland | 9            |
|     | Hermann Schild  | Deutschland | 9            |
| 4.  | Erich Bautz     | Deutschland | 7            |
| 5.  | Rudolf Wolke    | Deutschland | 6            |
|     | Günther Pankoke | Deutschland | 6            |
| 7.  | Josef Berger    | Deutschland | 5            |
|     | Edward Peeters  | Belgien     | 5            |
|     | Adolf Huschke   | Deutschland | 5            |
|     | Gerald Ciolek   | Deutschland | 5            |

## Besonderheiten
Bis 1955 war es üblich, die Etappen durch eine halbstündige Verpflegungspause zu unterbrechen. Dazu stellten die Veranstalter den Fahrern ein Büfett zur Verfügung. 1931 starteten alle Fahrer auf Rädern der Firma Opel.